# بوکووانی (ناحیه اولومووتس)
بوکووانی (به چکی: Bukovany) یک منطقهٔ مسکونی در جمهوری چک است که در ناحیه اولومووتس واقع شده‌است. بوکووانی ۳٫۱۶ کیلومتر مربع مساحت و ۶۰۰ نفر جمعیت دارد و ۲۶۳ متر بالاتر از سطح دریا واقع شده‌است.